# Wijnbal
Een wijnbal is een vorm van snoepgoed dat door zijn ronde vorm en wijnrode kleur wordt gekenmerkt, waar het zijn naam aan dankt. Wijnballen zijn vaak per stuk verpakt in vetpapier. De wijnbal is een typisch kermisproduct. De wijnbal moet worden gegeten door er aan te likken omdat hij aanvankelijk te groot is om in zijn geheel in de mond te nemen. Door het likken wordt de wijnbal kleverig, maar het papier beschermt tegen plakkende handen.

## Kenmerken
Naast de ronde vorm en de wijnrode kleur hebben wijnballen vaak de volgende eigenschappen:
- een doorsnede van ongeveer 3,5 à 4 centimeter;
- een massa van ongeveer 30 gram;
- een calorische waarde van ongeveer 110 kilocalorieën.

## Ingrediënten
Een moderne wijnbal bevat:
- glucosestroop: uit zetmeel verkregen stroop, minder zoet dan suiker;
- dextrose: minder zoet dan suiker, maakt de wijnbal hard;
- suiker: samen met de glucosestroop en dextrose het basismateriaal voor de wijnbal;
- voedingszuur: citroenzuur, conserveringsmiddel;
- aaza: geeft de rode kleur aan de wijnbal.

De wijnbal bevat geen wijn en bij de productie van wijnballen wordt geen wijn gebruikt.